# 隆額豬齒魚
隆額豬齒魚，為輻鰭魚綱鱸形目隆頭魚亞目隆頭魚科的其中一種，分布於西澳大利亞海域，體長可達90公分，棲息珊瑚礁海域，生活習性不明。